# Albin Czernichowski
Albin Czernichowski – polsko-francuski chemik i fizyk, wynalazca, specjalizujący się w chemii plazmy. Był profesorem na Politechnice Wrocławskiej a następnie na Uniwersytecie w Orleanie (do roku 2005) we Francji. Był członkiem Komisji Chemii Plazmy Niskotemperaturowej przy oddziale lubelskim Polskiej Akademii Nauk. Znany jest ze swojego wkładu w rozwój technologii wyładowań łukowych ślizgowych (gliding arc discharge, GAD) i pionierskich zastosowań plazmy nietermicznej w ochronie środowiska i produkcji gazu syntezowego.

## Życiorys

### Wczesne lata i edukacja
Już w dzieciństwie wykazywał zainteresowanie chemią i procesami fizykochemicznymi; w wieku 12 lat skonstruował swoją pierwszą instalację do pirolizy (suchej destylacji), co zapoczątkowało jego późniejszą karierę naukową.
W 1965 r. Wydział Chemiczny Politechniki Wrocławskiej nadał mu stopień doktora na podstawie rozprawy pt. „Badania nad rozkładem stałych substancji nieorganicznych w plazmie termicznej” (promotor: prof. Włodzimierz Trzebiatowski). Stopień doktora habilitowanego uzyskał w 1971 r. za pracę pt. „Laserowa i spektralna diagnostyka pseudorównowagowej plazmy argonowej i neonowej”. 

### Kariera akademicka
W ramach pracy na PWr kierował Zakładem Fizykochemii Plazmy w Instytucie Chemii Nieorganicznej i Metalurgii Pierwiastków Rzadkich, rozwijając badania nad zastosowaniem plazmy w procesach chemicznych i analitycznych. W 1981 r. otrzymał tytuł profesora nauk fizycznych. Na Wydziale Chemii PWr pracował do 1981 r., prowadząc m.in. badania dla National Bureau of Standards (obecnie NIST) w ramach współpracy polsko-amerykańskiej. Poza działalnością teoretyczną zajmował się także budową i wdrażaniem urządzeń technologicznych - był konstruktorem wysokotemperaturowych plazmotronów stabilizowanych wirem wodnym, azotem i argonem, które wykorzystywano m.in. do rozkładu minerałów i syntezy związków nieorganicznych. W latach 1981–2005 był profesorem fizyki na Uniwersytecie w Orleanie, gdzie pracował w laboratorium GREMI (Grupa Badawcza ds. Energetyki Ośrodków Zjonizowanych) - wspólnej jednostce badawczej z CNRS. 

### Przedsiębiorczość
W 1997 roku założył firmę Etudes Chimiques et Physiques (Sarl) GlidArc Technologies, w której kierował działalnością badawczo-rozwojową i komercjalizował własne wynalazki w zakresie otrzymywania gazu syntezowego z gazów odpadowych, cieczy i ciał stałych.  W 2019 r. został głównym naukowcem w warszawskim przedsiębiorstwie mPower Green Tech.

### Wkład w naukę, technikę i współpracę z przemysłem
Jest autorem lub współautorem 41 recenzowanych artykułów naukowych indeksowanych przez Web of Science i wielu innych oraz 4 skryptów i monografii pt. „Technologia tytanu i dwutlenku tytanu”. Według bazy danych Scopus, Albin Czernichowski posiada h-index równy 10, będąc autorem 47 publikacji cytowanych łącznie 967 razy. 
Jest wynalazcą lub współwynalazcą wymienionym w 44 patentach dotyczących technologii przetwarzania gazów i syntezy węglowodorów. Jest współautorem patentów opracowanych na rzecz podmiotów przemysłowych z sektora energetycznego i chemicznego jak: Électricité de France (EDF), Rhone-Poulenc, British Petroleum (BP), Commissariat à l'énergie atomique (CEA), Ceramatec Inc. oraz Florida Syngas.  
Rozwinął technologię urządzeń „GlidArc” wykorzystujących zjawisko wyładowania ślizgowego i znajdujących zastosowanie w konwersji gazów, produkcji biopaliw oraz w procesach oczyszczania spalin. W szczególności urządzenia Czernichowskiego znajdują praktyczne zastosowania w:
- Pyrolizie metanu[35];
- Neutralizacji w gazach odlotowych toluenu, ksylenu, heptanu[36], tlenków siarki, tlenków azotu[37], metanotiolu[38], siarkowodoru, podtlenku azotu[5] oraz innych lotnych związków organicznych (VOCs);
- Reformingu glicerolu[39], metanu[35], propanu[40] w celu produkcji gazu syntezowego[5][6];
- Produkcji bezemisyjnego wodoru H2[7];
- Usuwaniu substancji smolistych i innych zanieczyszczeń z gazów procesowych powstałych w wyniku zgazowania biomasy w celu produkcji czystego gazu syntezowego[41].